# Défi à Gibraltar
Pour plus de détails, voir Fiche technique et Distribution.
Défi à Gibraltar (Beta Som) est un film de guerre franco-italien réalisé par Charles Frend et Bruno Vailati et sorti en 1963.
Le film s'inspire (de manière fictive) d'événements qui se sont réellement produits pendant la Seconde Guerre mondiale pour le capitaine de corvette Adalberto Giovannini, à bord du sous-marin Michele Bianchi et à BETASOM, une base sous-marine établie à Bordeaux par la marine italienne.
Le film est sorti sous le titre original Beta Som, acronyme italien signifiant « Bordeaux Sommergibile » : phonétiquement, B (pour Bordeaux) est Beta et SOM est l'abréviation de « Sommergibile », qui signifie « submersible » en italien.

## Synopsis
Dans le détroit de Gibraltar en 1941, le capitaine de sous-marin italien (Gabriele Ferzetti) tente de faire naviguer son sous-marin dans les eaux ennemies tout en étant traqué par un commandant britannique (James Mason). Endommagé par des grenades anti-sous-marines, le sous-marin italien parvient à atteindre le port neutre de Tanger, au Maroc, suivi par le commandant britannique. Pendant leur séjour, les deux capitaines acceptent de ne pas se battre. Ils en viennent à se respecter mutuellement. Le sous-marin italien finit par quitter le port après que le capitaine a accusé sa fiancée (Lilli Palmer) d'espionnage. Le commandant britannique le suit, mais finit par perdre son navire à cause des torpilles du sous-marin italien.

## Fiche technique
- Titre original italien : Beta Som ou Finché dura la tempesta[3]
- Titre français : Défi à Gibraltar[4]
- Réalisateur : Charles Frend et Bruno Vailati
- Scénario : Adriano Belli, Pino Belli
- Photographie : Gábor Pogány
- Montage : Giancarlo Cappelli (it)
- Musique : Carlo Rustichelli
- Décors : Giorgio Giovannini (it)
- Maquillage : Giorgio Desideri
- Société de production : Galatea Film, Panorama Films
- Pays de production :  Italie - France
- Langue originale : anglais
- Format : Noir et blanc - Son mono - 35 mm
- Durée : 99 minutes
- Genre : Film de guerre sous-marine
- Dates de sortie :
  - France : 30 juin 1963
  - Italie : 21 septembre 1963
- Affiche : Jean Mascii (France)

## Distribution
- James Mason (VF : Pierre Gay) : Capitaine Blayne
- Gabriele Ferzetti (VF : Jean-Claude Michel) : Capitaine Leonardi
- Lilli Palmer (VF : Jacqueline Porel) : Lygia da Silva
- Alberto Lupo : Magrì
- Valeria Fabrizi : Susanne
- Renato De Carmine : Ghedini
- Daniele Vargas : Maître d'équipage Brauzzi
- Andrew Keir : O'Brien
- Geoffrey Keen (VF : Gérard Ferrat) : Hodges
- Andrea Checchi : Micheluzzi
- Paul Müller : commissaire de police